# 壞習慣

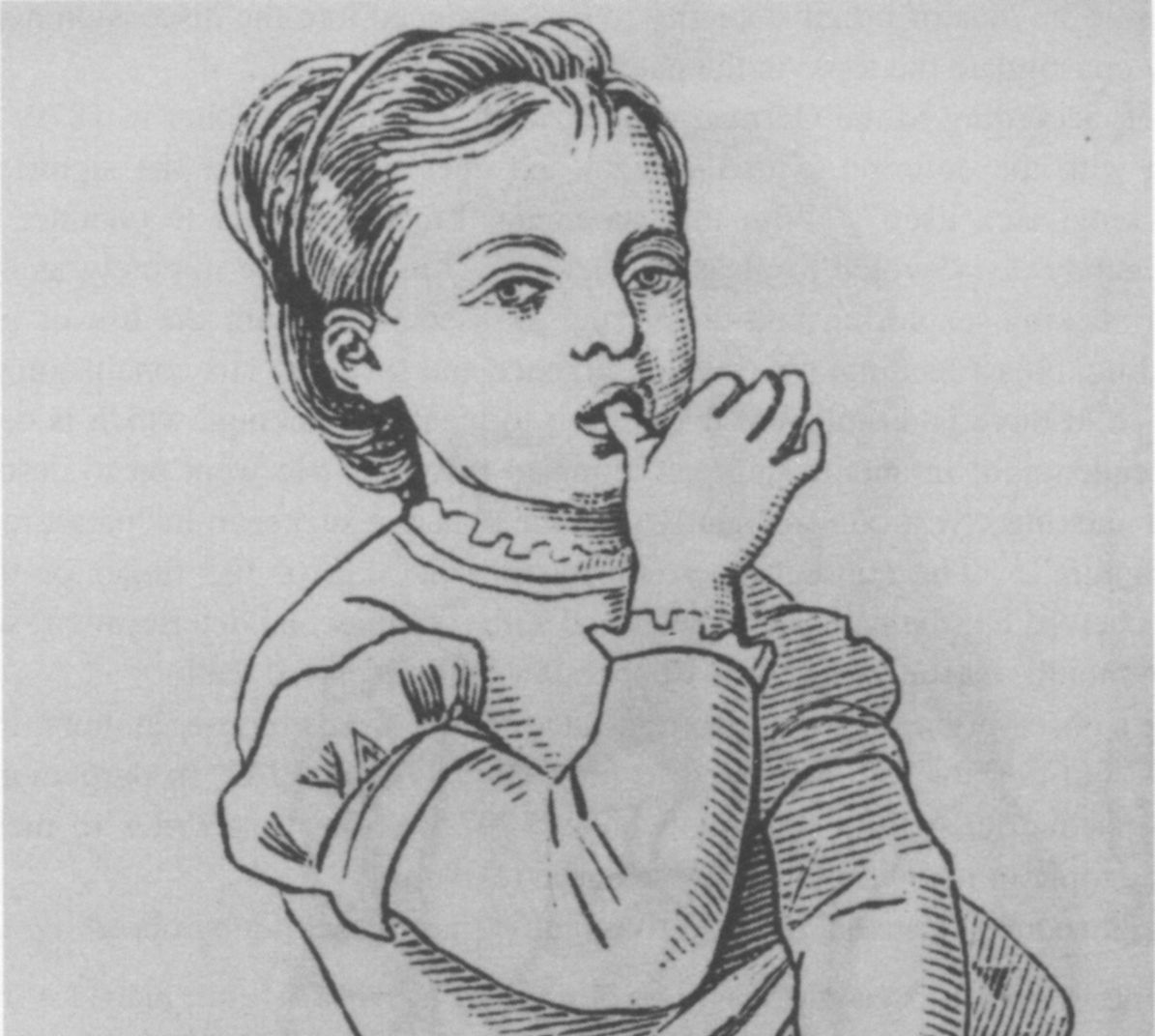
兒童持續的吸手指是壞習慣，會影響牙齒的發育

壞習慣是一種不好的習慣，是負面的行為模式。常見的壞習慣有延宕、超支、刻板印象、討論八卦、霸凌、咬指甲等。有些壞習慣是對個人的形象或是健康有影響，有些則是會影響人際關係。

## 發展
有關習慣形成的研究認為人平均花66天就可以養成新的習慣。此過程一開始會是行為的無症狀增加（asymptomatic increase），一開始會加速，之後在一段所謂的「時間週期」後會維持在高原期。有關此發展的時間有許多的變化。戒除壞習慣或是改變不健康行為型模式（例如吸煙）會花比較長的時間。

## 意願和意圖
區分壞習慣以及成瘾或精神疾患的關鍵因素是自我管理的成份。若仍可以管理此一習慣，那就只是習慣。好的意圖可以克服壞習慣的負面影響，而其效果是獨立且加成的，壞習慣還在，被抑制了，但沒有完全消除。